# Biskupija Maldonado-Punta del Este
Biskupija Maldonado-Punta del Este (lat. Dioecesis Maldonadensis-Orientalis Orae) je biskupija rimskog (zapadnog) obreda Katoličke Crkve u Urugvaju.
Uspostavljena je 10. siječnja 1966., izdavanjem od Biskupije Minas, na zahtjev pape Pavla VI. kao dio metropolije Montevideo.
Biskupija zauzima površinu od 13.000 četvornih kilometra, te pokriva područje departmana Canelones. Na području biskupije živi 154.500 vjernika katolika, odnosno 80,9 % cjelokupnog stanovništva. Podijeljena je u 15 župa.
Biskupska stolna crkva jest Katedrala u Maldonadu.

## Biskupi
- Antonio Corso † (26. veljače 1966. - umro 25. ožujka 1985.)
- Rodolfo Pedro Wirz Kraemer (9. studenog 1985. - u službi)